# Gangca
| Tibetische Bezeichnung                   |
| ---------------------------------------- |
| Tibetische Schrift: རྐང་ཚ་རྫོང              |
| Wylie-Transliteration: rkang tsha rdzong |
| Chinesische Bezeichnung                  |
| Vereinfacht: 刚察县                      |
| Pinyin:Gāngchá Xiàn                      |

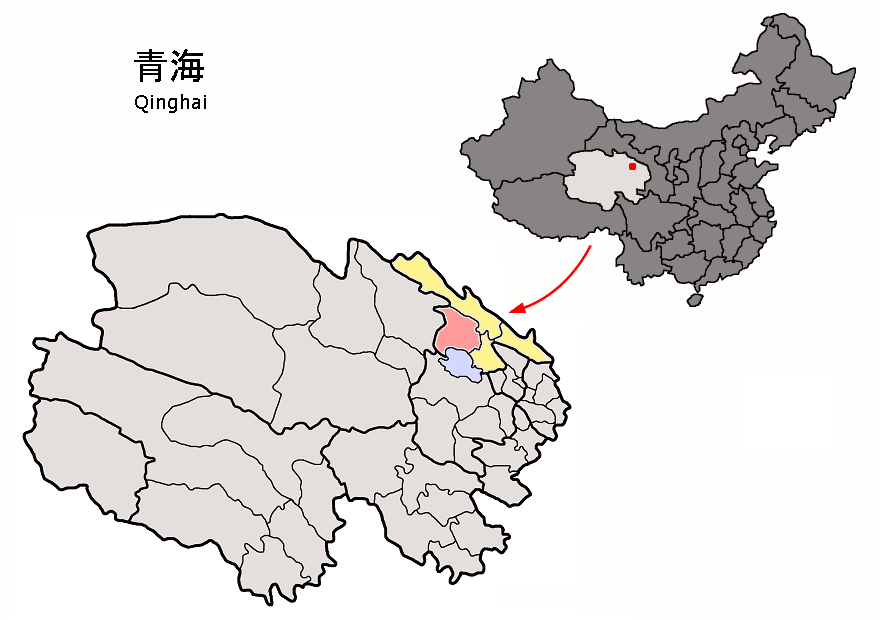
Lage Gangcas (rosa) in Haibei (gelb)

Gangca (auch Kangtsha; tibetisch རྐང་ཚ་རྫོང, Umschrift nach Wylie rkang tsha rdzong; chinesisch 刚察县, Pinyin Gāngchá Xiàn) ist ein Kreis des Autonomen Bezirks Haibei der Tibeter im Nordosten der chinesischen Provinz Qinghai. Er hat eine Fläche von 9.706 km² und zählt 40.720 Einwohner (Stand: Zensus 2020). Sein Hauptort ist die Großgemeinde Shaliuhe (沙柳河镇).

## Administrative Gliederung
Auf Gemeindeebene setzt sich der Kreis aus einer Großgemeinde und vier Gemeinden zusammen. Diese sind (Pinyin/chin.):
- Großgemeinde Shaliuhe 沙柳河镇

- Gemeinde Ha'ergai 哈尔盖乡
- Gemeinde Yikewulan 伊克乌兰乡
- Gemeinde Ji'ermeng 吉尔孟乡
- Gemeinde Quanji 泉吉乡

## Ethnische Gliederung der Bevölkerung (2000)
Beim Zensus im Jahr 2000 hatte Gangca 39.223 Einwohner.
| Name des Volkes | Einwohner | Anteil  |
| --------------- | --------- | ------- |
| Tibeter         | 25.018    | 63,78 % |
| Han             | 11.448    | 29,19 % |
| Hui             | 1.420     | 3,62 %  |
| Mongolen        | 923       | 2,35 %  |
| Tu              | 287       | 0,73 %  |
| Dongxiang       | 54        | 0,14 %  |
| Salar           | 24        | 0,06 %  |
| Manju           | 22        | 0,06 %  |
| Zhuang          | 7         | 0,02 %  |
| Uiguren         | 5         | 0,01 %  |
| Yi              | 3         | 0,01 %  |
| Sonstige        | 12        | 0,03 %  |